# Dorpsstraat 13 (Lage Vuursche)
Dorpsstraat 13 is een rijksmonument in de plaats Lage Vuursche in de Nederlandse provincie Utrecht. Het is onderdeel van een van rijkswege beschermd dorpsgezicht.
Het gepleisterde huis zonder verdieping heeft een zadeldak. Het gebouw dateert uit het begin van de 19e eeuw en is vastgebouwd aan de smederij op nummer 15.